# Gerbillurus setzeri
Gerbillurus setzeri  (Schlitter, 1973) è un roditore della famiglia dei Muridi diffuso nell'Africa sud-occidentale.

## Descrizione

### Dimensioni
Roditore di piccole dimensioni, con la lunghezza totale tra 217 e 263 mm, la lunghezza della coda tra 113 e 145 mm, la lunghezza del piede tra 30 e 35 mm, la lunghezza delle orecchie tra 12 e 16 mm e un peso fino a 48 g.

### Aspetto
Le parti superiori sono giallo-brunastre con la base dei peli grigiastra, i fianchi sono più chiari mentre le parti ventrali, le guance, il mento, la gola e le zampe sono bianchi. La linea di demarcazione lungo i fianchi è netta. Sono presenti delle macchie bianche ben definite sopra ogni occhio e dietro ogni orecchio. La coda è più lunga della testa e del corpo, scura sopra, bianca sotto e con un ciuffo di lunghi peli grigiastri all'estremità. Il numero cromosomico è 2n=60 FN=76.

## Biologia

### Comportamento
È una specie terricola e notturna. Si rifugia di giorno in tane profonde.

### Alimentazione
Si nutre di artropodi, parti vegetali e semi.

### Riproduzione
Si riproduce durante tutto l'anno. Le femmine danno alla luce 1-6 piccoli alla volta dopo una gestazione di 21 giorni. Lo svezzamento avviene dopo 23-28 giorni.

## Distribuzione e habitat
Questa specie è diffusa lungo le coste dell'Angola sud-occidentale e della Namibia nord-occidentale e centro-occidentale.
Vive nelle pianure ghiaiose, piane sabbiose e letti dei fiumi asciutti.

## Conservazione
La IUCN Red List, considerata la popolazione numerosa e la presenza in diverse aree protette, classifica G.setzeri come specie a rischio minimo (Least Concern).